# Castelul Altenstein
Coordonate: 50° 50' 7" , 10° 20' 57" O

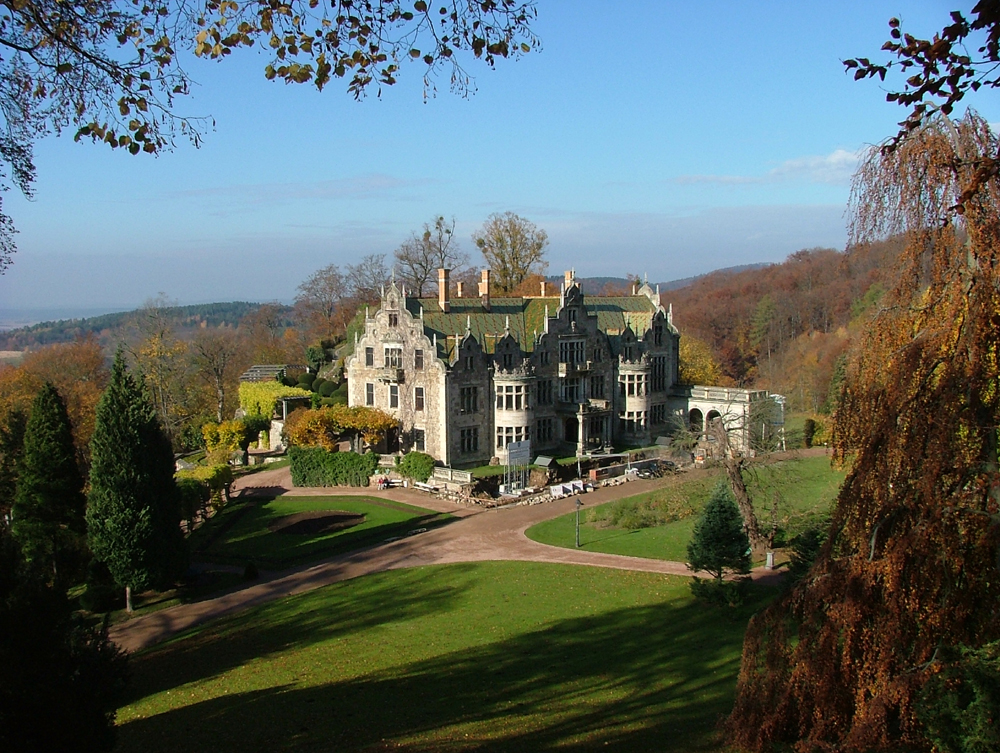
Amintit în 774

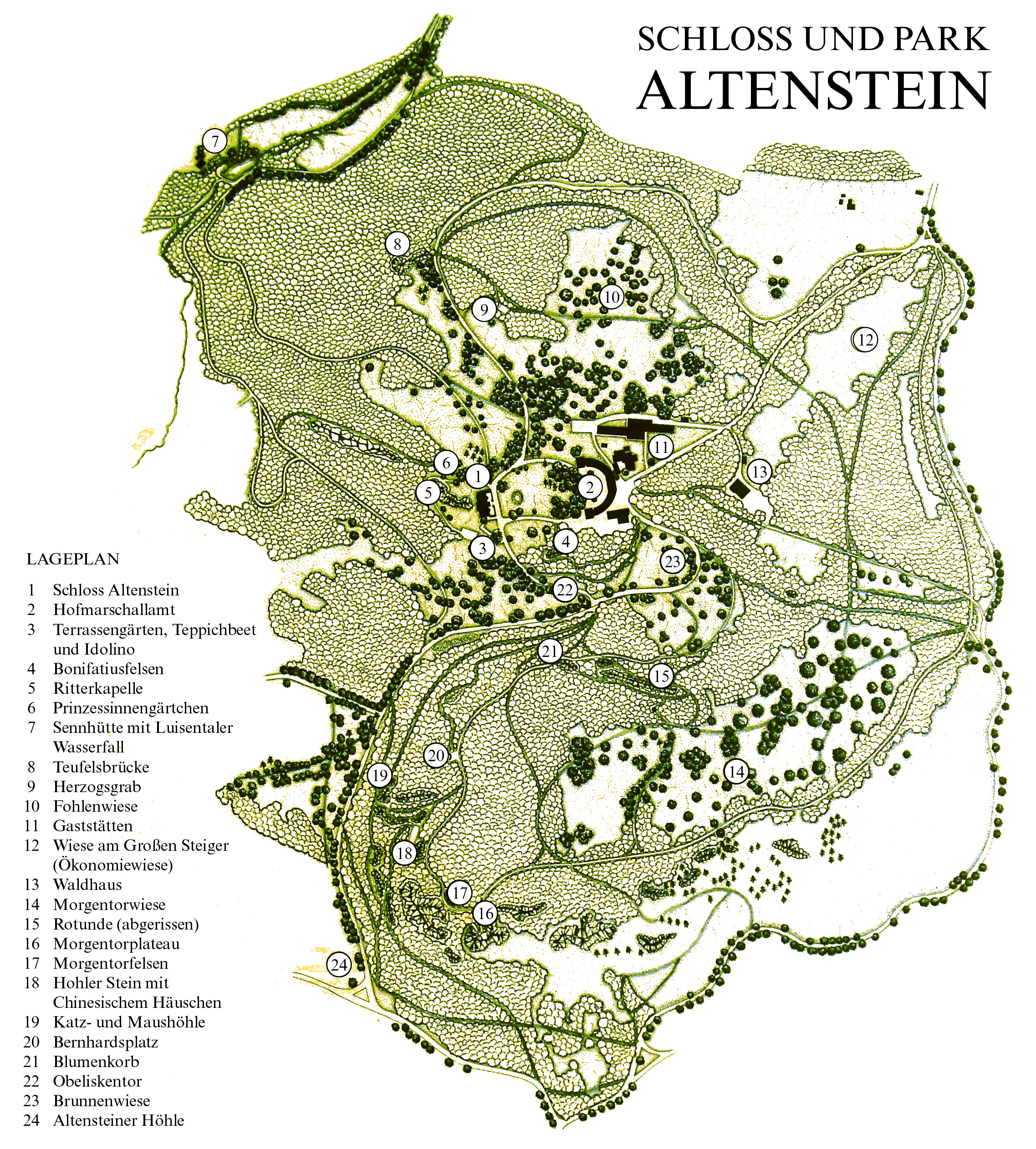

Castelul Altenstein din anul 1970 aparține de orașul Bad Liebenstein, Turingia din Germania. Castelul este situat în parcul Altenstein care ocupă o suprafață de 160 ha, fiind unul dintre cele mai mari parcuri din Germania. Clădirea castelui este realizată după modelul castelelor englezești.